# 兵庫県道・岡山県道90号赤穂佐伯線
兵庫県道・岡山県道90号赤穂佐伯線（ひょうごけんどう・おかやまけんどう90ごう あこうさえきせん）は、兵庫県赤穂市と岡山県和気郡和気町を結ぶ主要地方道（兵庫県道・岡山県道）である。

## 概要
岡山県側では、国道484号沿線の自治体などにより期成同盟が作られ、国道484号への編入を求める運動が行なわれている。

### 路線データ
- 起点：兵庫県赤穂市砂子（坂越橋西交差点、国道250号上、兵庫県道227号坂越停車場線交点）
- 終点：岡山県和気郡和気町塩田（国道374号交点）

## 歴史
1976年（昭和51年）4月1日に建設省（現・国土交通省）が主要地方道に指定。
兵庫県道78号・岡山県道10号赤穂建部線（兵庫県は1977年（昭和52年）8月30日認定時から、岡山県は1979年（昭和54年）1月5日から）認定時であったが、1993年（平成5年）4月1日に岡山県和気郡佐伯町（現・和気町）から岡山県御津郡建部町（現・岡山市北区）の間が国道484号に昇格、残った区間は兵庫県道78号・岡山県道10号赤穂佐伯線（兵庫県は1993年12月20日に90号へ先行変更）を経て、1994年4月1日から兵庫県道・岡山県道90号赤穂佐伯線となった。

### 年表
- 1993年（平成5年）5月11日 - 建設省から、主要県道赤穂佐伯線が赤穂佐伯線として主要地方道に指定される[1]。

## 路線状況

### 通称
- 岡山中部縦貫道路（岡山県区間）

### 重複区間
- 国道250号（兵庫県赤穂市砂子・坂越橋西交差点 - 兵庫県赤穂市浜市・坂越大橋西詰交差点）
- 国道2号（兵庫県赤穂市東有年・東有年交差点 - 兵庫県赤穂市西有年・有年小学校南交差点）
- 岡山県道368号吉永下徳久線（岡山県備前市吉永町都留岐）
- 岡山県道46号和気笹目作東線（岡山県備前市吉永町都留岐 - 岡山県美作市滝宮）

## 地理

### 通過する自治体
- 兵庫県
  - 赤穂市
  - 赤穂郡上郡町
- 岡山県
  - 備前市
  - 美作市
  - 和気郡和気町

### 交差する道路

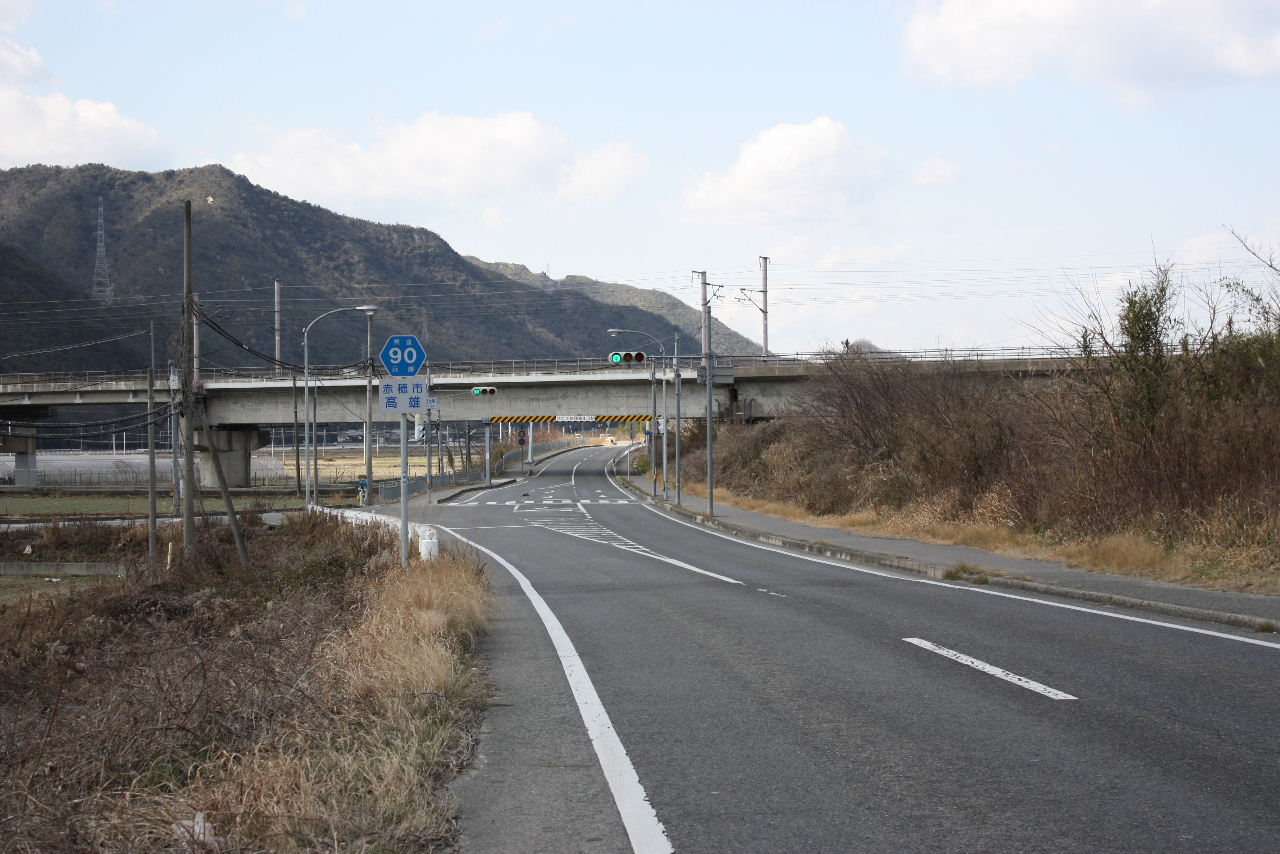
赤穂市高雄付近

| 交差する道路                                                            | 都道府県名 | 市町村名 | 市町村名 | 交差する場所           | 交差する場所          |
| ----------------------------------------------------------------------- | ---------- | -------- | -------- | ---------------------- | --------------------- |
| 国道250号 重複区間起点 兵庫県道227号坂越停車場線                        | 兵庫県     | 赤穂市   | 赤穂市   | 砂子（まなご）         | 坂越橋西交差点 / 起点 |
| 国道250号 重複区間終点                                                  | 兵庫県     | 赤穂市   | 赤穂市   | 浜市                   | 坂越大橋西詰交差点    |
| E2 山陽自動車道                                                         | 兵庫県     | 赤穂市   | 赤穂市   | 目坂                   | [ 2 ]                 |
| 兵庫県道457号高雄有年横尾線                                             | 兵庫県     | 赤穂市   | 赤穂市   | 高雄                   | 高雄交差点            |
| 国道2号 重複区間起点                                                    | 兵庫県     | 赤穂市   | 赤穂市   | 東有年                 | 東有年交差点          |
| 国道2号 重複区間終点                                                    | 兵庫県     | 赤穂市   | 赤穂市   | 西有年                 | 有年小学校南交差点    |
| 兵庫県道5号姫路上郡線                                                   | 兵庫県     | 赤穂郡   | 上郡町   | 竹万（ちくま）         | 竹万南交差点          |
| 兵庫県道236号上郡停車場線                                               | 兵庫県     | 赤穂郡   | 上郡町   | 大持（だいもち）       | 上郡駅前交差点        |
| 岡山県道・兵庫県道385号高田上郡線                                       | 兵庫県     | 赤穂郡   | 上郡町   | 八保甲（やほこう）     |                       |
| 岡山県道・兵庫県道368号吉永下徳久線 重複区間起点                        | 岡山県     | 備前市   | 備前市   | 吉永町都留岐（つるぎ） |                       |
| 岡山県道・兵庫県道368号吉永下徳久線 重複区間終点                        | 岡山県     | 備前市   | 備前市   | 吉永町都留岐           |                       |
| 岡山県道46号和気笹目作東線 重複区間起点 岡山県道404号都留岐吉永停車場線 | 岡山県     | 備前市   | 備前市   | 吉永町都留岐           |                       |
| 岡山県道426号多麻滝宮線                                                 | 岡山県     | 美作市   | 美作市   | 滝宮                   |                       |
| 岡山県道46号和気笹目作東線 重複区間終点                                 | 岡山県     | 美作市   | 美作市   | 滝宮                   |                       |
| 岡山県道414号福本和気線                                                 | 岡山県     | 美作市   | 美作市   | 中川                   |                       |
| 国道374号 国道484号 重複 岡山県道703号備前柵原自転車道線                | 岡山県     | 和気郡   | 和気町   | 塩田                   | 終点                  |

### 沿線にある施設など
- 千種川
- 岡山国際サーキット（旧名：TIサーキット英田）
- 吉井川